# Kogutki (kolonia)
Kogutki – kolonia w Polsce położona w województwie świętokrzyskim, w powiecie sandomierskim, w gminie Dwikozy.
W latach 1975–1998 miejscowość administracyjnie należała do województwa tarnobrzeskiego.